# Hyperolius major
Hyperolius major es una especie de anfibios de la familia Hyperoliidae.
Habita en República Democrática del Congo, Zambia y posiblemente Angola.
Su hábitat natural incluye bosques tropicales o subtropicales secos, sabanas secas, ríos y pantanos.